# Église de Jämijärvi
L’église de Jämijärvi (finnois : Jämijärven kirkko) est une église luthérienne située à Jämijärvi en Finlande.

## Architecture
L'Église de style néogothique est conçue par Georg Theodor von Chiewitz et construite en 1859–1860.
Le retable est peint par Felix Frang en 1897. 
Les orgues datent de 1929.